# Кручених Севастян Петрович
Кручених Севастян Петрович (нар. 18 грудня 1909 — пом. 14 грудня 1975) — радянський військовий льотчик, Герой Радянського Союзу (1943), під час Німецько-радянської війни командир ескадрильї 119-го морського розвідувального авіаційного полку військово-повітряних сил (ВПС) Чорноморського флоту.

## Біографія
Народився 18 грудня 1909 року в селі Анатолівка Березанського району Миколаївської області. Українець. Член ВКП(б) з 1932 року. Закінчив середню школу.
До лав РСЧА призваний у 1931 році. Служив червоноармійцем 40-го кавалерійського полку Білоруського військового округу. У червні 1932 року направлений на навчання до Ленінградської військово-теоретичної школи льотчиків, згодом — до 11-ї Луганської школи військових пілотів.
З грудня 1934 року проходив військову службу в авіаційних частинах Чорноморського флоту. З лютого 1941 року — командир ескадрильї 119-го авіаційного полку.
Учасник німецько-радянської війни з червня 1941 року. Брав участь в обороні Одеси та Севастополя. На літаку МБР-2 здійснював повітряну розвідку ворожих кораблів у Чорному морі, бомбові удари по військових об'єктах супротивника, його живій силі і техніці. Під час нанесення бомбових ударів по позиціям ворога на Перекопській ділянці фронту С. П. Кручених здійснював по 2-3 бойових вильоти на ніч, беручи при цьому до 600 кг бомбового навантаження. На чолі своєї ескадрильї брав участь у розгромі 22-ї танкової дивізії німців на Керченському півострові, коли протягом двох днів було знищено до 60 танків супротивника.
Всього до серпня 1942 року майор С. П. Кручених здійснив 135 бойових вильотів на літаку МБР-2. Ескадрилья під його командуванням зробила 1665 бойових вильотів, з них на бомбові удари вночі — 884 бойових вильоти.
У травні 1943 року призначений інспектором-льотчиком управління ВПС Чорноморського флоту. У червні 1944 року призначений командиром 18-ї окремої авіаційної ескадрильї, що мала на озброєнні американськими гідролітаками «Каталіна». За короткий термін зумів перевчитися сам і перевчити особовий склад з МБР на «Каталіну», не знижуючі боєготовності частини. Особисто здійснив 27 бойових вильотів на новому літаку.
У вересні 1944 року за відзнаку в боях у ході проведення Яссько-Кишинівської операції і звільнення міста-порту Констанца (Румунія) ескадрилья була нагороджена орденом Червоного Прапора і отримала почесне найменування «Констанцька».
Всього за роки війни майор С. П. Кручених здійснив 493 успішних бойових вильоти на літаках МБР-2, Че-2, «Каталіна».
Після війни продовжив службу на тій самій посаді. З липня 1946 року — командир 82-ї окремої морської розвідувальної авіаційної ескадрильї ВПС Чорноморського флоту.
У 1950 році закінчив Вищі офіцерські льотно-тактичні курси авіації ВМС. Продовжував службу в морській авіації, був помічником командира 337-го окремого морського авіаполку далекої розвідки ВПС Північного флоту.
З грудня 1951 року — у складі 48-го окремого морського авіаційного Сахалінського Червонопрапорного полку далекої розвідки ВПС Тихоокеанського флоту. Був заступником командира полку, з вересня 1953 року — командир полку.
У серпні 1966 року полковник С. П. Кручених вийшов у запас. Жив і працював у місті Одеса.
Помер 14 грудня 1975 року. Похований на Таїровському цвинтарі.

## Нагороди
Указом Президії Верховної Ради СРСР від 24 липня 1943 року майору Кручених Севастяну Петровичу присвоєне звання Героя Радянського Союзу з врученням ордена Леніна і медалі «Золота Зірка» (№ 865).
Також нагороджений орденом Леніна, двома орденами Червоного Прапора, орденами Олександра Невського, Вітчизняної війни 1-го ступеня, двома орденами Червоної Зірки, медалями.